# Zisterzienserinnenabtei Notre-Dame des Prés
Die Zisterzienserinnenabtei Notre-Dame des Prés war von 1231 bis 1791 ein Kloster der Zisterzienserinnen in Saint-André-les-Vergers bei Troyes, Département Aube in Frankreich. Es ist nicht zu verwechseln mit der Zisterzienserinnenabtei Les Prés in Douai und dem von Marie-Bernard Barnouin gegründeten Nonnenkloster Notre-Dame des Prés in Reillanne.

## Geschichte
Das 1231 vor den Toren von Troyes (im heutigen Saint-André-les-Vergers) gestiftete Kloster wurde gegen den Willen des benachbarten Benediktinerklosters Montier-la-Celle 1234 von Papst Gregor IX. in seinen Rechten bestätigt und 1235 in den Zisterzienserorden aufgenommen. Die Mutter Papst Urbans IV. starb als Angehörige des Klosters. Bei der Auflösung durch die Französische Revolution lebten dort noch 11 Nonnen. Heute erinnern die Straßen Rue des Dames, Rue Notre-Dame des Prés und Passage des Bernardines an das einstige Kloster.